# 拉蒂菲
拉蒂菲是伊朗的城市，位於該國南部札格羅斯山脈東南部，由法爾斯省負責管轄，距離首府設拉子約270公里，海拔高度806米，2006年人口5,731。